# Madonna in gloria tra i santi Pietro, Alessandro, Alberto Carmelitano e santo vescovo
Madonna in gloria tra i santi Pietro, Alessandro, Alberto Carmelitano e santo vescovo è un dipinto olio su tela realizzato da Enea Salmeggia nel 1596, firmato e datato: AENEA SALMETIA BGOMESIS F MDXCVI per la chiesa del Convento di Santa Maria della Ripa, della frazione di Desenzano al Serio del comune di Albino.

## Storia
La storia del dipinto è legata a quella del monastero che era stato edificato a seguito dei miracolosi eventi accorsi nel 1440 a una giovane di nome Ventura gravemente malata, nella sua abitazione a Desenzano al Serio, poi miracolosamente guarita grazie all'intercessione della Madonna. Sul luogo dove furono conservate le bende miracolose, furono edificate due chiese: quella superiore dedicata alla Natività e quella inferiore all'Annunciazione. Quando alla fine del XVI secolo vi fu la necessità di migliorare e modernizzare l'arredo pittorico delle due chiese, la comunità monastica interpellò il giovane Salmeggia (aveva venticinque anni) commissionandogli tre opere: la grande tela della Madonna per la chiesa superiore, e l'Annunciazione e Deposizione del Cristo per la chiesa inferiore.
La pala fu probabilmente il primo lavoro realizzato in terra bergamasca dal Salmeggia, nembrese di nascita, che aveva trascorso alcuni anni nella bottega del Peterzano (Il Salmeggia visse gli anni di alunnato con il Caravaggio alla scuola del Peterzano) e dove aveva realizzato dipinti per la chiesa di Santa Maria della Passione, Certosa di Garegnano, quella di San Vittore al Corpo, di San Paolo alle Monache e di San Simpliciano, e forse proprio questa sua capacità di ben interpretare le esigenze degli ambienti monastici che fu chiamato ad Albino. L'artista colse l'importanza che aveva questa commissione, sarebbe stata il suo biglietto da visita per eventuali altre committenze nella sua terra d'origine.
L'opera fu però documentata per la prima volta proprio da Donato Calvi nel libro Delle chiese della Diocesi di Bergamo, che la descrive inserita dentro una grande ancona dorata che era stata commissionata e pagata dalla ricca famiglia di mercanti albinese Cabrini cinquecento scudi. Il Calvi testimonia anche la presenza di una lunetta che rappresenta il miracolo della Venturina. Anche se non ne indica l'artist, sembra che facesse parte del medesimo altare, e da studi attribuita sempre all'artista nembrese.
Il dipinto fu documentato nella chiesa fino alla fine del XIX secolo per poi essere dichiarato perduto.

## Descrizione e stile
L'artista eseguì il dipinto rispondendo alle linee volute dalla controriforma rispettando gli ordini gerarchici imposti dal concilio di Trento.
La tela, è molto elaborata e presenta molti elementi raffigurativi; è composta su due livelli, e sebben minima la lontananza tra i diversi personaggi raffigurati, appare abissale lo spazio che vi è raffigurato. La parte superiore presenta l'immagine della Vergine con il Bambino tra le braccia in un atteggiamento ieratico, di grave dolcezza, seduta su di un trono di nuvole sorrette da uno stuolo di angeli e di musici, che contrariamente hanno un atteggiamento molto umano, impegnati nel canto e nella musica. L'ambiente è quello del Paradiso. L'artista dipinge i musicisti nell'atto esatto della produzione di brani musicali, indicando una bravura di interpretazione. Questa raffigurazione risulta unica nel repertorio pittorico del tempo, il Salmeggia la riprenderà nel 1616 per la realizzazione della cupola della basilica di Santa Maria Maggiore di Bergamo.
Nella parte inferiore sono raffigurati i santi con un paesaggio che li divide, che raffigura abitazioni con un alto muro di cinta. Il primo soggetto a sinistra è san Pietro con un libro e le chiavi, questo è il solo che guarda diretto, con uno sguardo profondo, l'osservatore, mentre indica la Madonna, tiene tra le mani un ramo di palma da dove scende un cespo di datteri, indossa un mantello dorato su veste azzurra, raffigurazione tipida del santo. 
Accanto a lui sant'Alberto con gli abiti dell'ordine carmelitano, è inginocchiato, in completa devozione della Vergine, a lei rivolge la sua preghiera. Questa raffigurazione di completa devozione., vuole indicare la vocazione degli ordini monastici alla vita eremitana, mariana e contemplativa, un giglio è posto accanto a lui segno di purezza.
Sul lato destro vi è la rappresentazione di sant'Alessandro soldato e martire; indossa gli abiti militari, il Salmeggia è stato molto dettagliato nella descrizione degli arredi militari, pone la testa dell'aquila come impugnatura dell'elsa. Alessandro, rappresentato con una capigliatura folta e ricciuta è volto verso il santo che gli sta accanto, che è seduto e regge un grande piviale riccamente bordato di rosso, ed è raffigurato con accanto la mitra e con abiti ricamati con filo d'oro.
Nel tempo ci fu una controversia circa i santi raffigurati nell'opera salmeggiana. Il disguido sorse quando Donato Calvi per documentarsi a completamento del suo:  Effemeride sagro-profana di quanto di memorabile sia successo in Bergamo del 1676, interpellò i preti delle parrocchie delle valli bergamasche per informarsi circa quali fossero gli ornamenti delle diverse chiese, e per il convento di Desenzano interpellò Prè Francesco Gilberti, il quale, poco conoscitore d'arte, scrisse che la chiesa aveva un bel dipinto del Salmeggia raffigurante Madonna Assunta quattro Santi che lui chiama Pietro, Alessandro, Domenico e Agostino, quella che a lui sembrò la raffigurazione più ovvia.
Serve invece considerare che il convento era amministrato dai padri carmelitani e quindi la Madonna raffigurata è quella del  Madonna Regina Decor Carmel, - del Monte Carmelo - e che il santo patrono dei frati è sant'Alberto camelitano, che il patrono di Desenzano al Serio è san Pietro, mentre della frazione di Comenduno dov'era apparsa la Madonna, sant'Alessandro. Per quanto riguarda il vescovo raffigurato, andrebbe identificato in Albino di Angers che era disegnato sullo stemma cittadino fino all'abolizione voluta da Napoleone alla fine del XVIII secolo, o in san Giuliano patrono della parrocchiale albinese